# Янсон Юлій Едуардович
Янсон Юлій Едуардович (15 (27) жовтня 1835, Київ — 31 січня (12 лютого) 1893, Санкт-Петербург) — статистик і економіст, член статистичного ради Міністерства внутрішніх справ, член-кореспондент Академії наук (1892), голова відділення статистики і епідеміології Російського товариства охорони народного здоров'я (з 1884), член Міжнародного статистичного інституту (з 1885). Автор робіт з теорії та історії статистики, демографії.

## Біографія
Народився в 1835 р. в Києві, де й отримав вищу освіту. Спершу вступив на Медичний факультет університету Св. Володимира, але потім перевівся на історико-філологічний (де тоді викладалася статистика), на якому і закінчив навчання в 1855 р. із золотою медаллю за твір «Історичний огляд виховання і навчання в Росії до кінця XVIII століття». У 1856 році став вчителем у першій Київській гімназії, але вже в 1861 був запрошений ад'юнктом до Горигорецького землеробського інституту на кафедру сільськогосподарської статистики та політичної економії.

### Наукова діяльність у Санкт-Петербурзі
У 1864 р. Інститут перевели до Санкт-Петербургу, а Юлія Едуардовича призначили викладачем політичної економії та статистики в Інституті шляхів сполучення. У тому ж році у Санкт-Петербурзькому університеті він представив свій твір «Про значення теорії ренти Рікардо», за який його удостоїли ступеня магістра політичної економії. У 1885—1866 рр. надрукував короткий курс політичної економії, що не втратив актуальності і для теперішнього часу.
У 1867 р імператорське Вільне економічне товариство відрядило молодого вченого вивчати становище хлібної торгівлі і продуктивності в різних місцевостях Росії. У результаті цього вийшов цілий ряд його праць: «Мінськ і його райони», «Статистичне дослідження про торгівлю хлібом і продуктивність в Одеському районі», «Торгівля хлібом на Волині», «Крим: його хліборобство і торгівля». За ці праці в 1871 р. Російське географічне товариство нагородило його золотою медаллю. У 1868 р. Юлій Едуардович був призначений штатним доцентом у Санкт-Петербурзькому університеті на кафедрі політичної економії та статистики. У 1871 р. він блискуче захистив свою дисертацію під назвою «Напрямки в науковій обробці моральної статистики». У тому ж році він був затверджений на посаді професора кафедри політичної економії та статистики. Починаючи з 1876 р., майже 12 років, він займав посаду декана юридичного факультету і кілька разів виконував функції ректора.
У 1876 р. професора Янсона запросили взяти участь у роботі комісії з дослідження залізничної справи в Росії. Після проведених досліджень хлібної торгівлі протягом 1867—1869 рр., він присвятив цьому питанню статтю під заголовком
Вже при поїздках 1867—1869 рр. для дослідження стану хлібної торгівлі Юлій Едуардович звернув увагу на важливе значення умов землеволодіння та оподаткування селян і після повернення з відрядження, він присвятив цьому питанню статтю під заголовком «Впливі реформи 1861 р. на поміщицьке і сільське господарство, а також на хлібну торгівлю південно-західної Росії».
У 1878 р. вийшов перший том його «Порівняльної статистики», яка була присвячена статистичному аналізу населення. Вже через два роки вийшов другий том — «Статистика сільського господарства». Видатний вчений, професор Янсон, також читав лекції з політичної економії на вищих жіночих курсах, був членом статистичної ради при Міністерстві внутрішніх справ, почесним членом і головою II (статистичної) секції Російського товариства охорони народного здоров'я, був дійсним членом Міжнародного статистичного інституту, членом-кореспондентом Статистичного товариства в Парижі і, нарешті, у 1892 р. був обраний членом-кореспондентом Російської академії наук. Багато разів Юлій Янсон їздив за кордон і брав участь в декількох міжнародних конгресах.

## Публікації

### Порівняльна статистика
Найвагомішою працею Юлія Янсона є його "Порівняльна статистика" (2 томи), яка забезпечила йому почесне місце в науковому світі. У Росії її немає з чим порівняти, вона стала довідковою книгою, без посилань на яку майже не обходиться жодний твір з відповідних питань народного господарства.

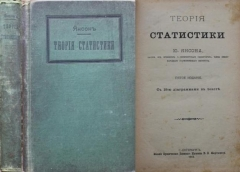
«Теорія статистики»

### Теорія статистики

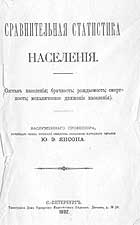
«Порівняльна статистика» 1878 р

Інша його наукова праця — "Теорія статистики", що вийшла в 1891 р. третім виданням і була нагороджена Імператорською академією наук премією та золотою медаллю імені графа Толстого, являє собою, за глибиною аналізу, обсягом змісту та різноманітністю опрацьованого матеріалу, — такий внесок у науку, подібного якому немає у всій іноземній літературі.

### Інші наукові праці та діяльність
Своєю монографією «Досвід статистичного дослідження про селянські наділи і платежі» та статтею «Про розподіл поземельної власності в Poccii» Юлій Янсон сприяє вирішенню ряду проблем селянського землеволодіння. Також вчений друкує ряд статей, присвячених розгляду урядових обов'язків з цього питання.
Запрошений в 1880 р. організувати статистичне відділення при Міській Раді столиці, він з успіхом виконує це доручення і потім, як керівник відділення, веде надзвичайно успішно статистичні роботи: організовує санітарну статистику; видає статистичні щорічники, що містять дані про життя столичного населення, його господарства тощо.
Точно передбачивши свою близьку смерть, вчений завершив дві свої праці, над якими працював останні два роки свого життя. Перша — «Розробка даних перепису 1890 року», друга — «Статистика населення», яку він ще за життя опублікував в «Журналі Російського товариства охорони народного здоров'я».